# Couperin (cráter)
Couperin es un cráter de impacto de 80 km de diámetro del planeta Mercurio. Debe su nombre al compositor francés François Couperin (1688-1733), y su nombre fue aprobado por la  Unión Astronómica Internacional en 1979.